# فن الاحتجاج

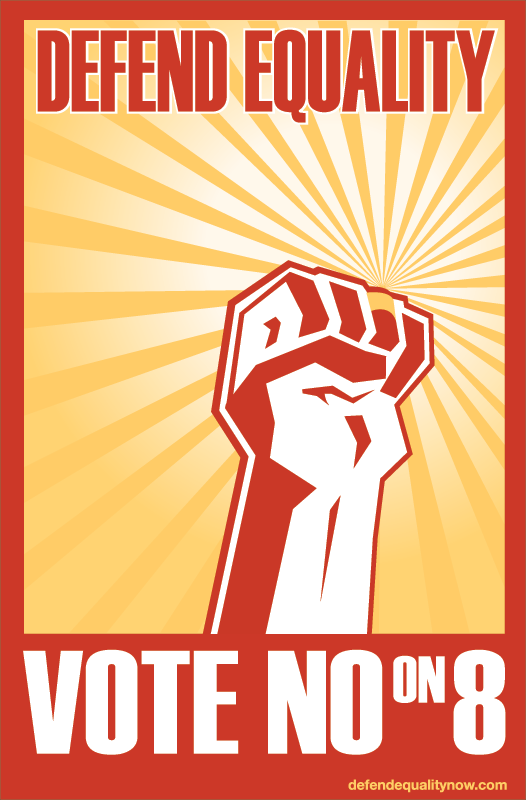
مثال على فن الاحتجاج في كاليفورنيا سنة 2008

فن الاحتجاج (بالإنجليزية: Protest art)‏ هو من الأعمال الإبداعية التي ينتجها الناشطون والحركات الاجتماعية.
```
تنتج الحركات الاجتماعية أعمالًا مثل العلامات، واللافتات، والملصقات وغيرها من المواد المطبوعة المستخدمة لنقل قضيةٍ أو رسالةٍ معينة. في كثير من الأحيان، يتم استخدام هذا الفن كجزء من المظاهرات أو أعمال 
العصيان المدني
.
[
1
]
 هذه الأعمال تميل إلى أن تكون سريعة الزوال، وتتميز بقابليتها للتنقل وإمكانية التصرف فيها، وكثيراً ما لا تكون مؤلفة أو مملوكة من قبل شخص واحد.
[
1
]
```

رموز السلام المختلفة، والقبضة المرفوعة هما مثالان يسلطان الضوء على الملكية الديمقراطية لهذه العلامات. يشمل الفن الاحتجاجي أيضًا (على سبيل المثال لا الحصر) الأداء، والمنشآت الخاصة بكل موقع، والكتابة على الجدران، وفن الشارع، ويتخطى حدود الأنواع الفنية، ووسائل الإعلام، والتخصصات. في حين أن بعض فن الاحتجاج يرتبط بالفنانين المدربين والمحترفين، إلا أن معرفة واسعة بالفن ليست مطلوبة للمشاركة في فن الاحتجاج. غالبًا ما يتجاهل الفنانون المتظاهرون مؤسسات عالم الفن ونظام العرض التجاري في محاولة للوصول إلى جمهور أوسع. علاوة على ذلك، لا يقتصر فن الاحتجاج على منطقة واحدة أو بلد واحد، بل هو طريقة تستخدم في جميع أنحاء العالم.
هناك العديد من القطع الفنية المشحونة سياسياً، مثل: غيورنيكا بيكاسو، وبعض أعمال حرب فيتنام في عهد نورمان كارلسبرغ، أو صور سوزان كريل للتعذيب في أبو غريب.